# Yurivka (huyện)
Huyện Yurivka (tiếng Ukraina: Юр’ївський район, chuyển tự: Yurivkas’kyi raion) là một huyện của tỉnh Dnipropetrovsk thuộc Ukraina. Huyện Yurivka có diện tích 902 km², dân số theo điều tra dân số ngày 5 tháng 12 năm 2001 là 15760 người với mật độ 17 người/km2. Trung tâm huyện nằm ở Yurivka.